# Morpho pindarus
Morpho pindarus är en fjärilsart som beskrevs av Hans Fruhstorfer 1910. Morpho pindarus ingår i släktet Morpho och familjen praktfjärilar. Inga underarter finns listade i Catalogue of Life.